# Granada nos Jogos Olímpicos de Verão de 2012
Granada participou dos Jogos Olímpicos de Verão de 2012, na cidade de Londres, no Reino Unido. Kirani James conquistou a medalha de ouro nos 400 m masculino.

## Natação
Masculino
| Atletas      | Evento      | Eliminatórias | Eliminatórias | Semifinal   | Semifinal   | Final       | Final       |
| Atletas      | Evento      | Tempo         | Posição       | Tempo       | Posição     | Tempo       | Posição     |
| ------------ | ----------- | ------------- | ------------- | ----------- | ----------- | ----------- | ----------- |
| Esau Simpson | 100 m livre | 53s26         | 43º           | Não avançou | Não avançou | Não avançou | Não avançou |

## Taekwondo
Granada conseguiu vaga para uma categoria de peso, conquistada na qualificatória pan-americana, realizado em Querétaro, no México:
- até 67 kg feminino.